# Photobioreaktor
Ein Bioreaktor ist eine Anlage zur Produktion von Mikroorganismen außerhalb ihrer natürlichen Umgebung und innerhalb einer künstlichen technischen Umgebung. Die Vorsilbe „Photo“ beschreibt die Eigenschaft des Bioreaktors zur Kultivierung phototropher, das heißt Licht zur eigenen Energiegewinnung nutzender Organismen. Diese Organismen nutzen den Prozess der Photosynthese, um aus Licht und Kohlenstoffdioxid (CO2) ihre eigene Biomasse aufzubauen. Zu diesen Organismen zählen Pflanzen, Moose, Makroalgen, Mikroalgen, Cyanobakterien und Purpurbakterien. Das Kernziel eines Photobioreaktors ist die kontrollierte Bereitstellung eines Lebensraums, der für den jeweiligen Organismus die optimalen Lebensbedingungen bietet. Damit ermöglicht ein Photobioreaktor deutlich höhere Wachstumsraten und Reinheiten, als es in einer natürlichen oder naturähnlichen Umgebung der Fall wäre. Grundsätzlich kann in Photobioreaktoren Biomasse aus nährsalzhaltigen Abwässern und kohlenstoffdioxidhaltigen Abgasen produziert werden.

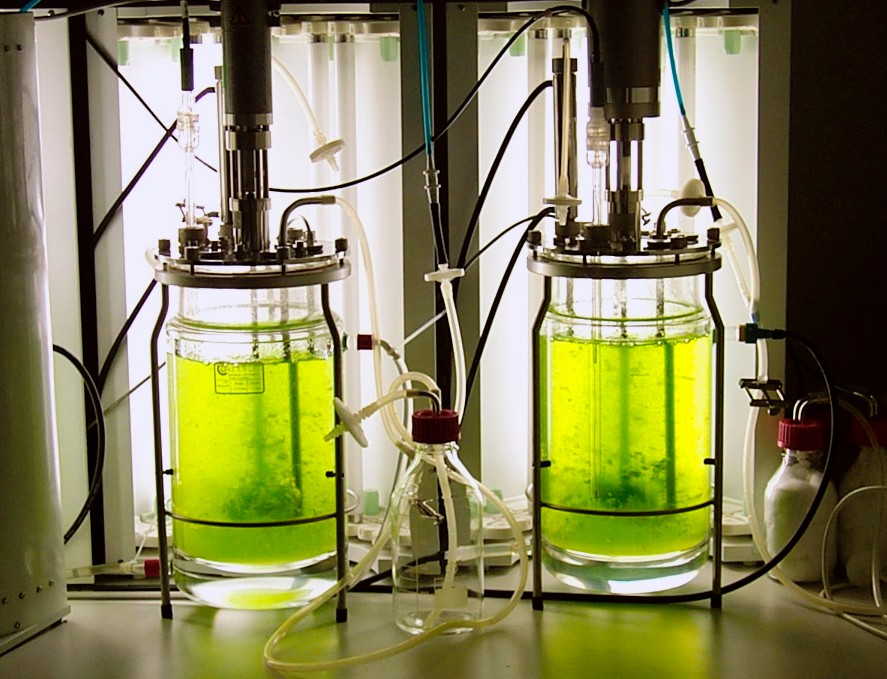
Photobioreaktor mit dem Laubmoos Physcomitrella patens

## Offene versus geschlossene Systeme

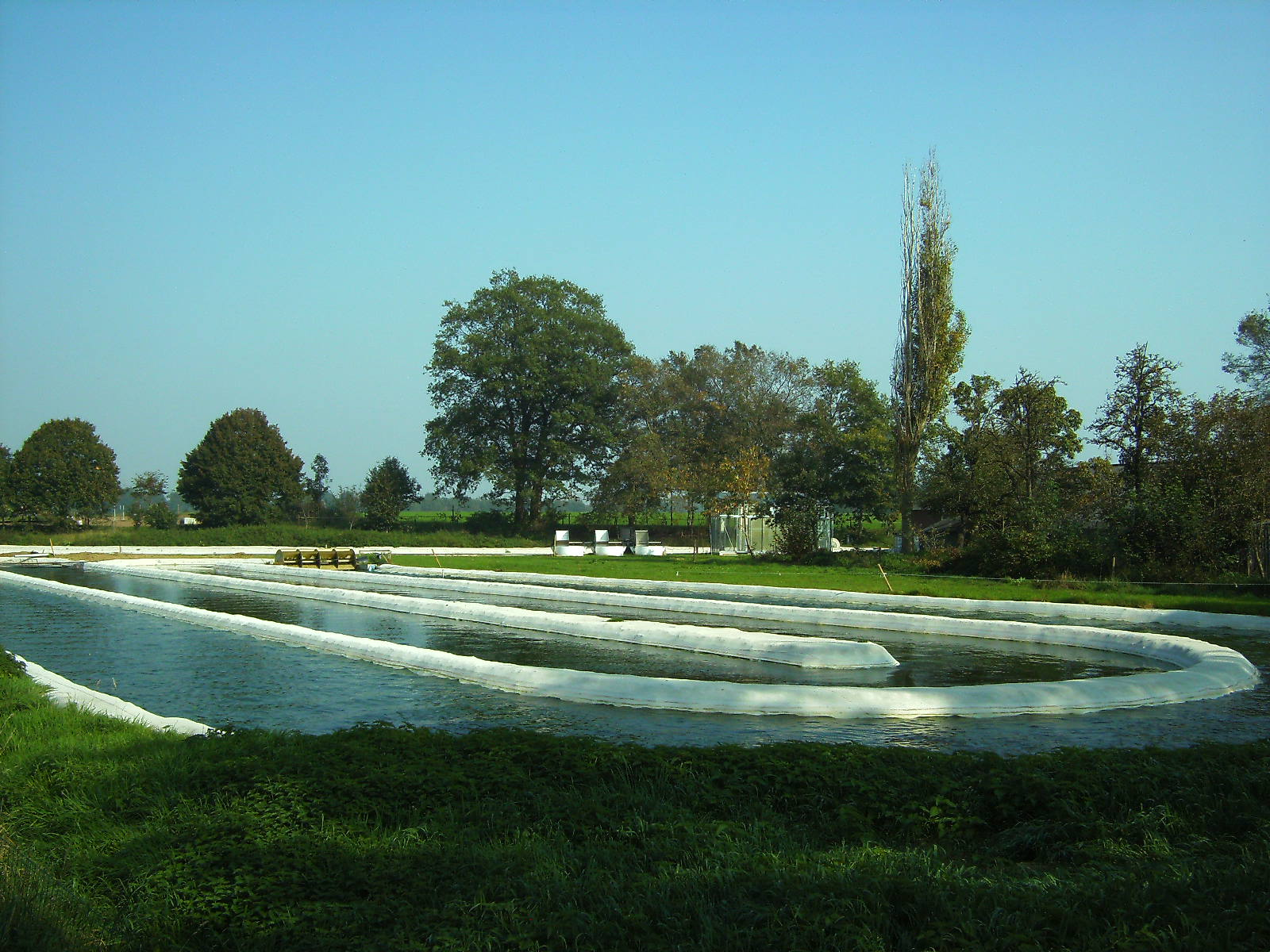
Open raceway pond

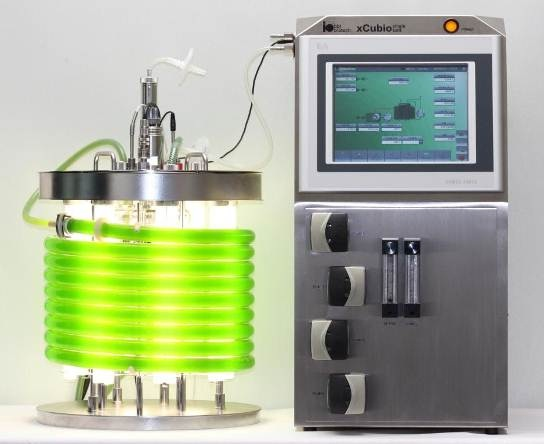
Kombination aus Kessel- und Rohr-Photobioreaktor im Labormaßstab

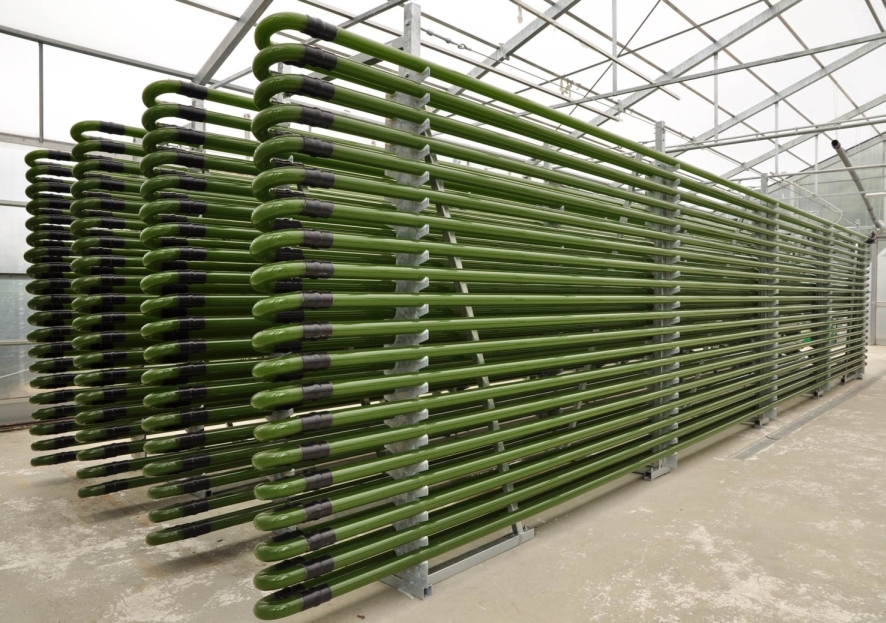
Glasrohr-Photobioreaktor

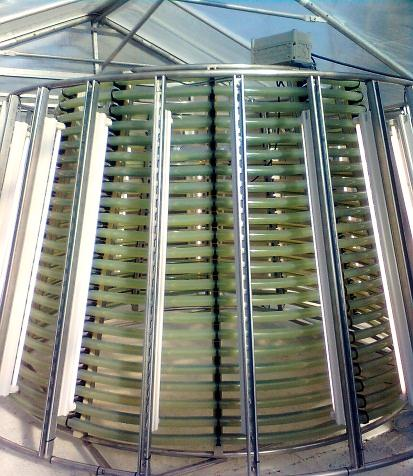
Tannenbaum-Reaktor

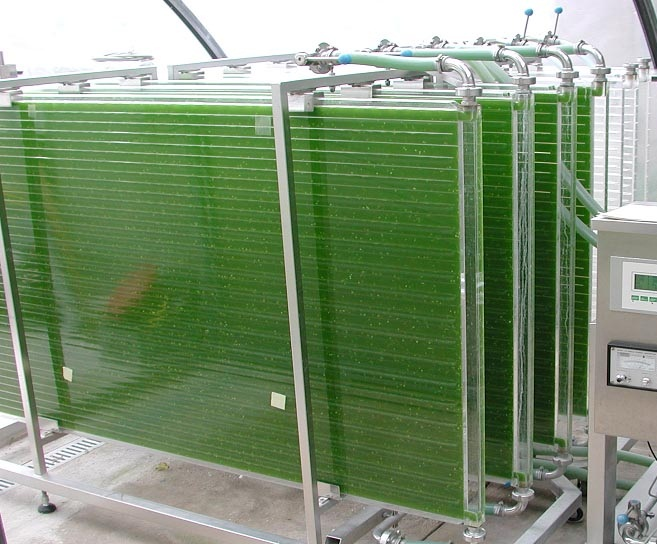
Platten-Photobioreaktor

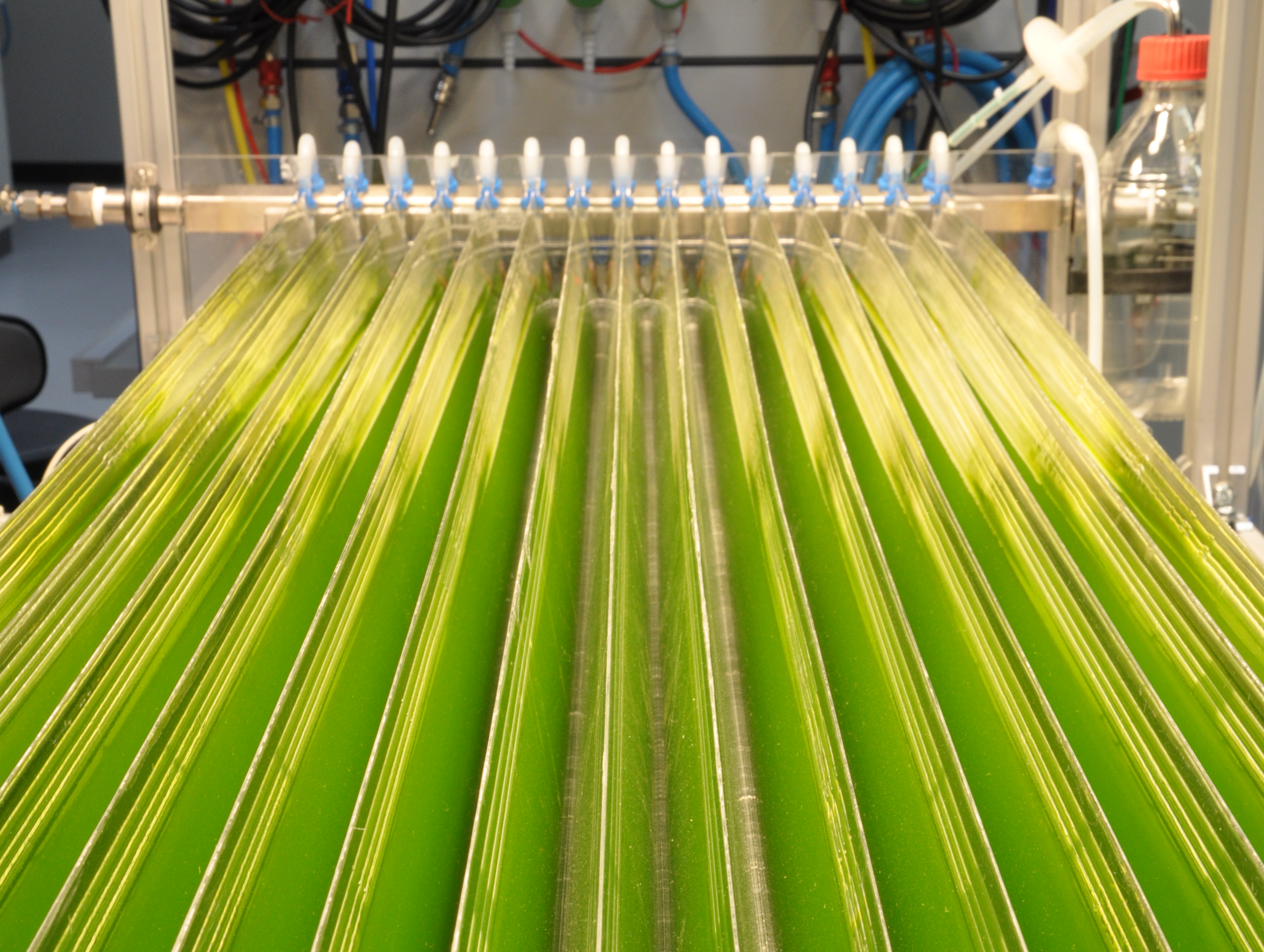
Horizontal-Photobioreaktor mit Zick-Zack-förmigen Vertiefungen

Der erste Ansatz zur kontrollierten Aufzucht phototropher Organismen waren und sind offene Teiche oder Becken, sogenannte open ponds oder raceway ponds. Darin wird die Kultursuspension, die Flüssigkeit, die alle für den jeweiligen Organismus notwendigen Nährstoffe und CO2 enthält, im Kreis gefördert und über die offene Oberfläche direkt von der Sonne beleuchtet. Diese Bauform ist die einfachste Möglichkeit, phototrophe Organismen zu züchten, erreicht aber wegen der bis zu 30 cm tiefen Becken und dem damit geringen mittleren Lichteintrag nur geringe flächenbezogene Wachstumsraten. Zudem ist der Aufwand von Pumpenergie relativ hoch, da sehr viel Wasser mit geringer Produktkonzentration gepumpt werden muss.
In Bereichen der Erde, in denen viele Menschen leben, ist Fläche teuer; anderswo ist Wasser ein knappes Gut, welches bei offener Bauweise ungenutzt an die Atmosphäre abgegeben wird. Aus diesen Gründen wurde seit den 1950er Jahren versucht, geschlossene Systeme zu entwickeln, in denen die phototrophen Organismen zu höheren Biomassedichten gezüchtet werden und damit weniger Wasser gepumpt werden muss. Zusätzlich kommt es bei geschlossener Bauform zu keinen systembedingten Wasserverlusten und auch die Gefahr von Kontaminationen durch landende Wasservögel oder Staubeintrag wird minimiert.

## Photobioreaktortypen
Allen modernen Photobioreaktoren ist gemeinsam, dass die Entwicklung ein Balanceakt zwischen geringer Schichtdicke, optimaler Lichtnutzung, geringem Pumpaufwand, geringem Investitionsaufwand und mikrobieller Reinheit ist. Dies hat zu multiplen Ansätzen geführt, von denen sich nur wenige Systeme am Markt behaupten konnten.

### Umgewandelte Laborfermenter
Der einfachste Ansatz besteht in der Umnutzung von klassischen Glasfermentern, wie sie vielfach im biotechnologischen Labormaßstab zum Einsatz kommen. Ein Beispiel dafür ist der Moos-Reaktor, bei dem ein unangepasstes Glasgefäß von außen mit Licht versorgt wird. Über die vorhandenen Deckelöffnungen werden die Prozesswerte überwacht und der Gasaustausch vorgenommen. Dieser Typ ist im Labormaßstab weit verbreitet, hat jedoch wegen der begrenzten Behältergröße den Sprung in den Produktionsmaßstab nicht geschafft.

### Rohr-Photobioreaktoren
Ein Prinzip, das den Sprung in den Produktionsmaßstab geschafft hat, sind die aus Rohren aufgebauten Systeme. Dabei werden Glas- oder Kunststoffrohre in horizontaler oder vertikaler Ausrichtung aufgebaut und von einer zentralen Einheit mit Pumpe, Sensoren und Nährstoffen bzw. CO2 versorgt. Systeme nach diesem Prinzip sind weltweit von Laborgrößen bis in den Produktionsmaßstab etabliert und werden zum Beispiel zur Produktion des Carotinoids Astaxanthin aus der Grünalge Haematococcus pluvialis oder der Herstellung von Nahrungsergänzungsmitteln aus der Grünalge Chlorella vulgaris genutzt. Vorteile der Systeme sind der hohe Reinheitsgrad und die guten Produktivitäten im System. Die Produktion kann auf hohem Qualitätsniveau stattfinden und die hohen Trockenmassegehalte am Ende der Produktion ermöglichen eine energieeffiziente Aufarbeitung. Der relativ hohe Preis der Anlagen wirkt sich nachteilig auf eine breite Nutzung der so produzierten Biomassen aus. Wirtschaftlich tragbare Konzepte finden sich nur bei Hochpreisprodukten in Nahrungsergänzung und Kosmetik.
Der Vorteil der Rohrreaktoren wird neben der großtechnischen Produktion von Biomasse auch im kleintechnischen Maßstab genutzt. In einer Kombination des oben genannten Glasbehälters mit einer dünnen Rohrschlange lassen sich auch im Labormaßstab relevante Menge an Biomasse erzeugen, die über eine komplexe Steuerungseinheit geregelt unter hochgradig kontrollierten Bedingungen heranwächst.

### Tannenbaum-Photobioreaktor
Einen alternativen Ansatz beschreibt die Entwicklung eines Photobioreaktors, der aufgrund seiner kegelstumpfförmigen Geometrie und des helikal angebrachten, durchsichtigen Doppelschlauchsystems dem Aufbau einer Tanne ähnelt und deren Eigenschaften nachahmt. Das Reaktorsystem wird modular aufgebaut und kann damit auch im Outdoor-Einsatz auf landwirtschaftliche Maßstäbe skaliert werden. Die Standortwahl ist wegen der geschlossenen Bauform wie bei anderen Rohr-Photobioreaktoren nicht entscheidend; daher kann grundsätzlich auch nicht landwirtschaftliche Nutzfläche verwendet werden. Ein spezieller Werkstoff soll bei diesem Reaktor die Biobelagbildung bei der Kultivierung von Mikroalgen minimieren und damit eine hohe Biomasse-Endkonzentration erreichen. In Kombination mit Turbulenzen und der Konzeption als geschlossenes System werde ein kontaminationsarmer Betrieb mit hoher Anlagenverfügbarkeit erreicht.

### Platten-Photobioreaktoren
Ein weiterer Entwicklungsansatz ist der Aufbau aus Kunststoff- oder Glasplatten. Hierbei werden unterschiedlich ausgeformte Platten vertikal oder horizontal so angeordnet, dass zwischen ihnen eine dünne Schicht von Kultursuspension den Organismen eine gute Lichtversorgung bietet. Darüber hinaus ist durch die hier im Vergleich zu Rohrreaktoren einfachere Gestaltung die Nutzung von kostengünstigem Plastik möglich. Umgesetzt wurden derweil mäanderartig durchströmte, von unten begaste oder besonders dreidimensional geformte Platten, die gute Produktivitäten in Aussicht stellen. Es wird unter anderem versucht, die Platten ähnlich der Photovoltaik der Sonne nachzuführen, die Schichtdicken weiter zu reduzieren oder kontinuierlich, also nicht im geschlossenen Kreis herum, an Lichtquellen vorbei zu fördern – genutzt werden sowohl Kunstlicht als auch Sonnenlicht. Ungelöste Herausforderungen existieren etwa in der Langlebigkeit des Materials oder in der Entstehung von Immobilisierungen. Die großtechnische Verwendung wird zusätzlich von der beschränkten Skalierbarkeit der Systeme behindert.
Im April 2013 ist auf der IBA in Hamburg ein Haus mit in die Fassade integrierten Glasplatten als Photobioreaktoren in Betrieb gegangen.

### Folien-Photobioreaktoren
Im Zuge der preislichen Reduzierung der Photobioreaktoren sind auch verschiedene Systeme aus PVC- oder PE-Folien konzipiert worden. Dabei werden die kostengünstigen Folien so aufgehängt, dass in ihnen eine Kultursuspension aufgefangen und gehalten werden kann. Preislich setzten diese Technologien Maßstäbe, allerdings handelt es sich bei den Reaktoren um wenig nachhaltige Wegwerfartikel. Zudem muss mit einem erhöhten Investitionsbedarf durch notwendige Halterungssysteme gerechnet werden.

## Perspektiven der Photobioreaktor-Entwicklung
Im Zuge der Diskussion um die CO2-Sequestrierung mit Mikroalgen oder ihrer Nutzung als Biokraftstoffquelle ist ein großer Entwicklungsdruck auf die Hersteller von Photobioreaktoren entstanden. Keines der vorgenannten Systeme ist bis heute in der Lage, phototroph gewachsene Biomasse auf einem Preisniveau zu produzieren, das den Wettbewerb mit fossilem Erdöl zulässt. Neue Entwicklungen gehen beispielsweise in Richtung von Tropf-Verfahren, in denen ultradünne Schichten unter Nutzung von Abgas und Abwasser zu maximalem Wachstum führen sollen. Weltweit wird zudem sehr intensiv an gentechnisch veränderten Mikroalgen geforscht. Ob ein steigender Ölpreis zum Durchbruch führen wird, bleibt abzuwarten.